# اچ‌ان‌ال‌ام‌اس اورتسن (اف۸۰۵)
اچ‌ان‌ال‌ام‌اس اورتسن (اف۸۰۵) (به انگلیسی: HNLMS Evertsen (F805)) یک کشتی است که طول آن 144.24 m می‌باشد. این کشتی در سال ۲۰۰۳ ساخته شد.